# 布罗洛 (墨西拿广域市)

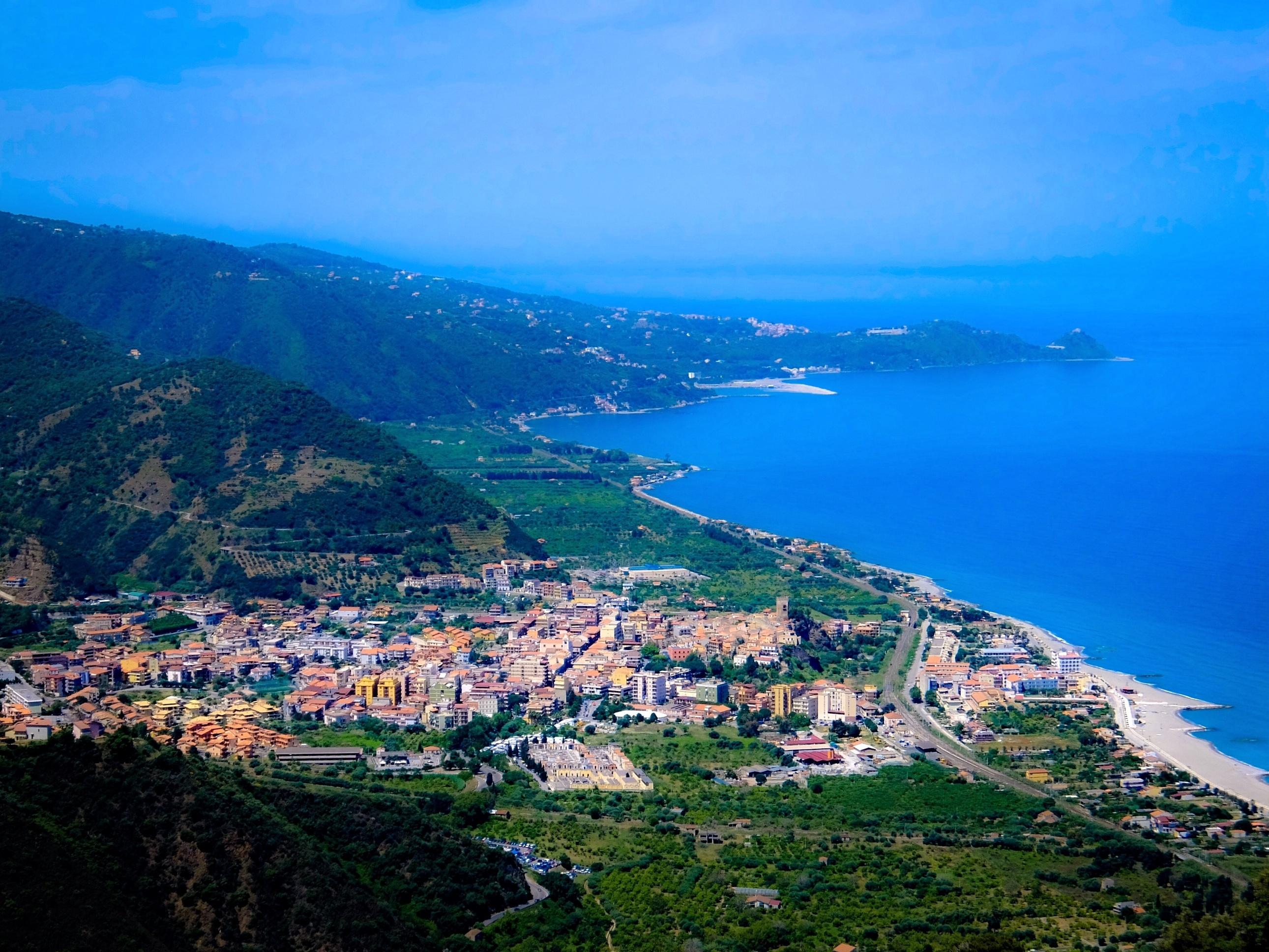
布罗洛

布罗洛（義大利語：Brolo）是意大利西西里大区墨西拿廣域市的市镇，位于巴勒莫东边130公里及墨西拿西边60公里处。市镇面积为7.9平方公里，2016年人口数量为5,739人。
布罗洛与下列市镇接壤：菲卡拉、纳索、皮拉伊诺和圣安杰洛-迪布罗洛。
1960年之前该地的经济主要基于农业，主要农产品为橄榄和柠檬。现今经济活动为建筑、商业和夏季旅游业。